# Polia goliath
Polia goliath là một loài bướm đêm trong họ Noctuidae.